# Chiesa di San Paolo (Strasburgo)
La chiesa di San Paolo (in francese: Église Saint-Paul; in tedesco: Paulskirche), è una chiesa protestante del centro storico di Strasburgo, dedicata a san Paolo apostolo.
Si trova in place Eisenhower, alla confluenza del fiume Ill e del breve corso d'acqua dell'Aar.  Le sue due guglie, che raggiungono un'altezza di 76 metri, dominano i dintorni.

## Storia e descrizione
La chiesa venne costruita nel 1894 come cappellania per i militari tedeschi di confessione luterana, ed è in realtà una sorta di pastiche neogotico ispirato alla chiesa di Santa Elisabetta d'Ungheria di Marburgo.  Dal 1918 è la sede di una parrocchia riformata.
L'edificio è una Hallenkirche a pianta centrale (croce greca) e può accogliere fino a 3.000 fedeli.  Delle tribune furono installate per permettere la partecipazione di un numero ancora maggiore di persone; tra queste tribune spiccavano in particolare quelle originariamente destinate all'imperatore tedesco e al rappresentante locale del Secondo Reich.
Al passaggio del tempio alla confessione riformata, il dossale dell'altare, arredo assai poco apprezzato dai riformati, venne donato alla parrocchia luterana di Sarreguemines, e una grande croce di legno è stata installata al suo posto.
Il tempio è noto soprattutto per le sue cinque bellissime vetrate contemporanee (opera di frate Eric de Saussure, della Comunità di Taizé), che hanno rimpiazzato le vetrate originali, distrutte da un bombardamento americano nel 1944.
Le guglie e la facciata sono state completamente restaurate negli anni 2009-2014.

## Organi a canne

### Organo della tribuna
Il grande organo di tribuna venne realizzato nel 1897 da Eberhard Friedrich Walcker, organaro di Ludwigsburg su progetto degli organisti Ernest Münch e Wilhelm Sering.  Lo strumento venne poi modificato dallo stesso Sering negli anni 1899, 1907 e 1912.
Le canne della facciata vennero requisite dalle autorità tedesche nel 1917 e dall'anno seguente l'organo ricevette una facciata provvisoria di zinco.  Già allora lo strumento era uno dei più grandi di tutta la Francia orientale, dotato di un'enorme cassa neogotica.  Esso venne ulteriormente ingrandito negli anni 1933-1934 e dotato di un motore elettrico.
Dopo la seconda guerra mondiale si cominciò a fare i conti con la mediocre qualità musicale dello strumento.  Molto complesso, l'organo soffriva per le eccessive modifiche di cui era stato oggetto, modifiche che avevano distrutto la sua omogeneità iniziale.  Si bloccò durante un concerto nel 1957 e subì l'ennesimo restauro; in questa occasione venne dotato di una nuova consolle ma soprattutto venne privato di almeno ventuno registri.  Con un progetto di restauro del 1983 si decise di riportare l'organo al suo stato del 1934: i lavori, condotti dalla stessa casa Walcker, iniziarono nel 1993 e durarono sei mesi.

### Organo del coro
Il tempio possiede anche un organo di dimensioni più contenute, installato nel 1976 al posto dell'antica loggia imperiale.  Si tratta di un organo di gusto nordico, ispirato agli strumenti del XVII secolo e adatto soprattutto all'accompagnamento del canto.  Si tratta del primo organo mesotonico dell'epoca moderna.
L'aspetto esteriore dell'organo richiama quello dello strumento del triforio della cattedrale di Metz, realizzato dallo stesso artista (Marc Garnier) qualche anno più tardi, che riprende numerose scelte estetiche e tecniche sperimentate nel tempio di San Paolo..

## Galleria d'immagini

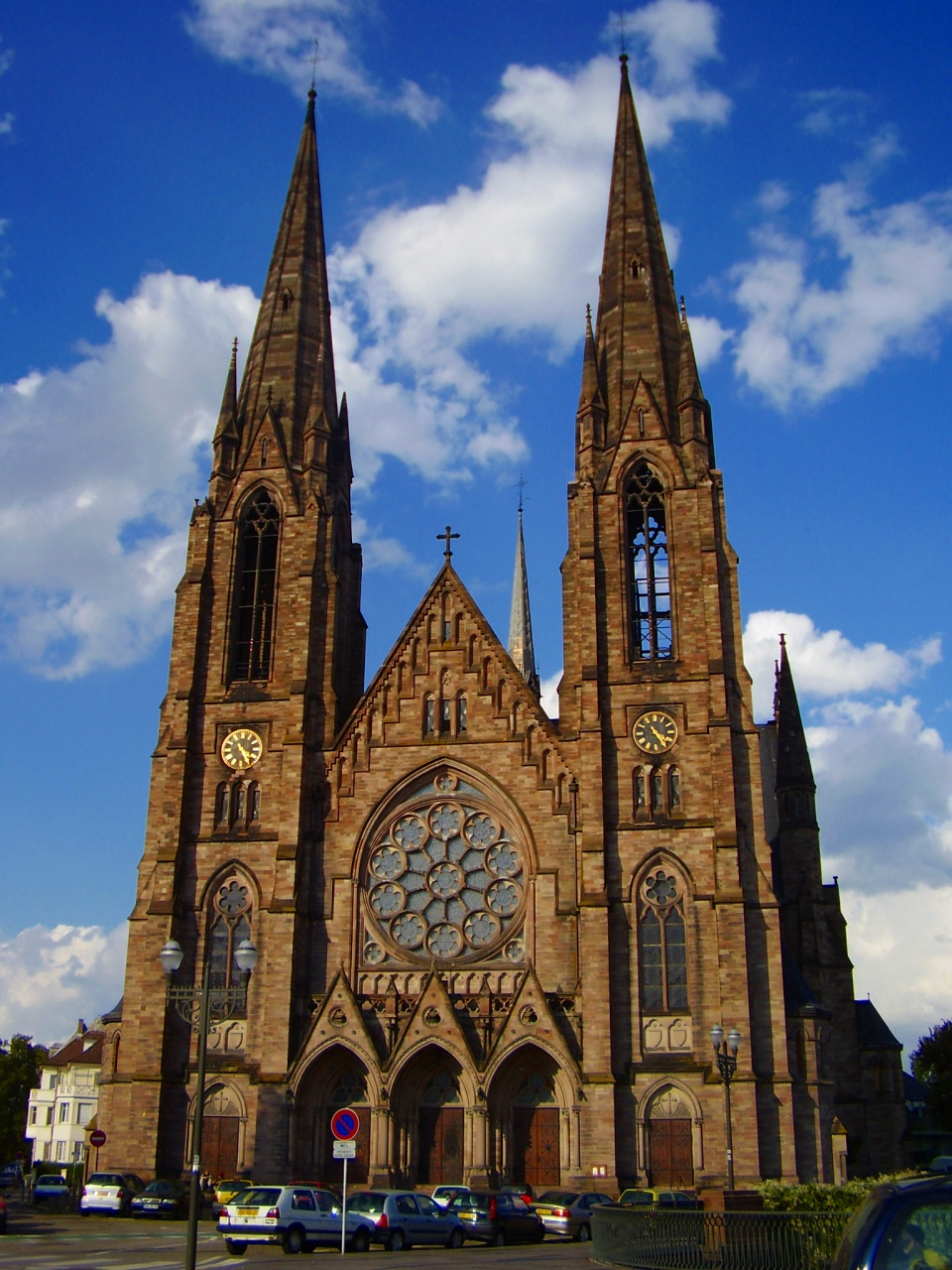
La facciata
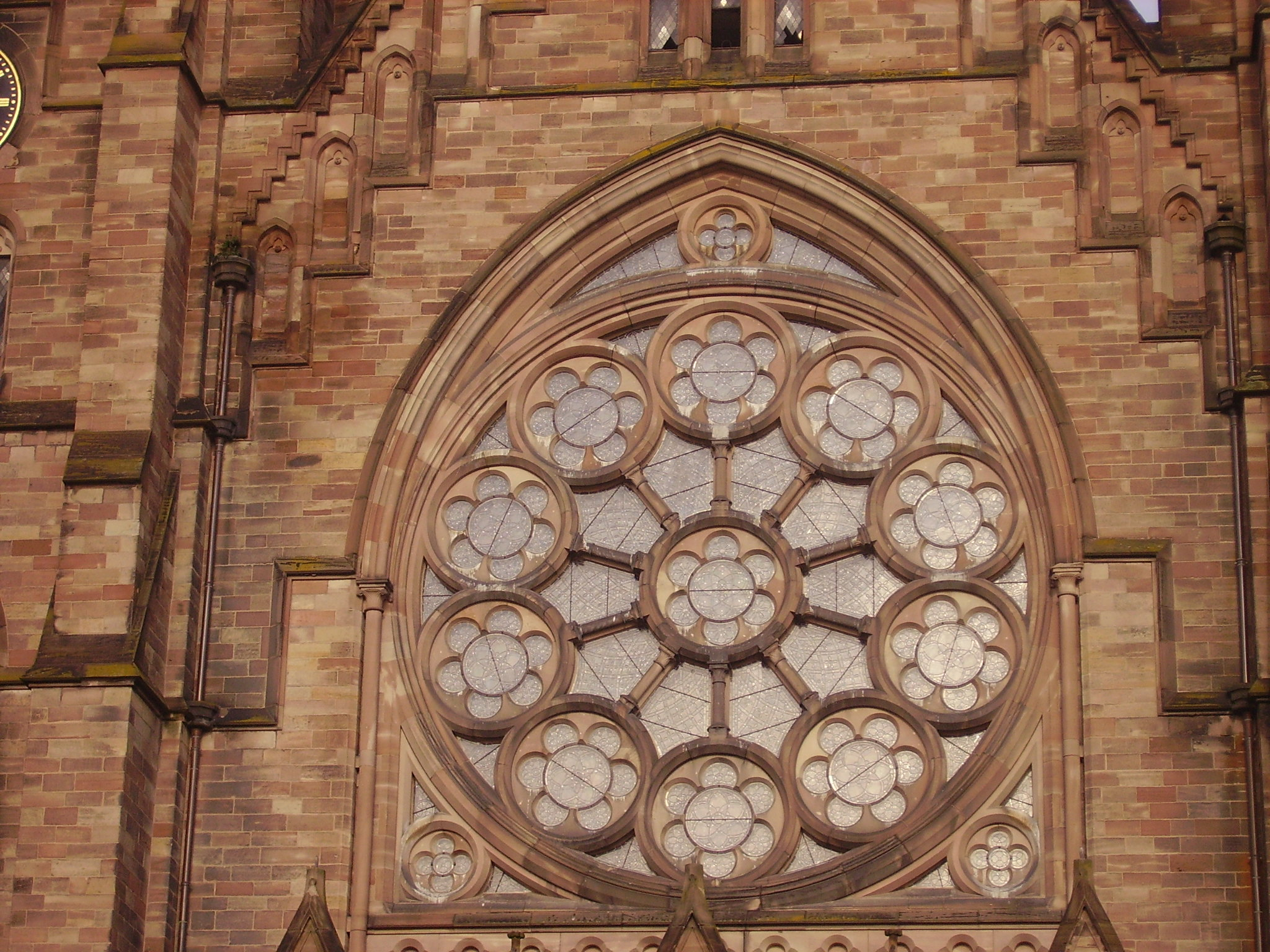
Il rosone dall'esterno
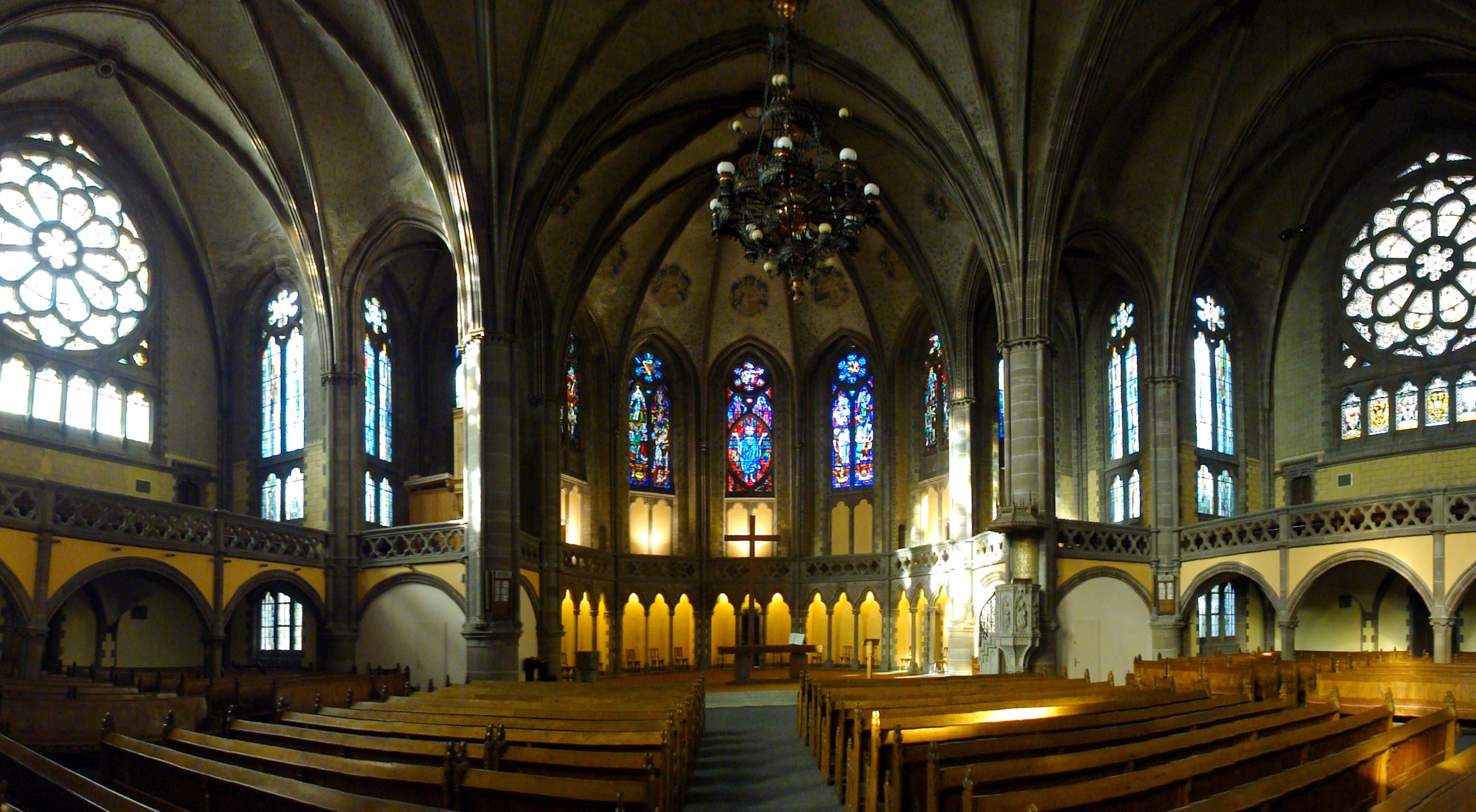
L'interno del tempio
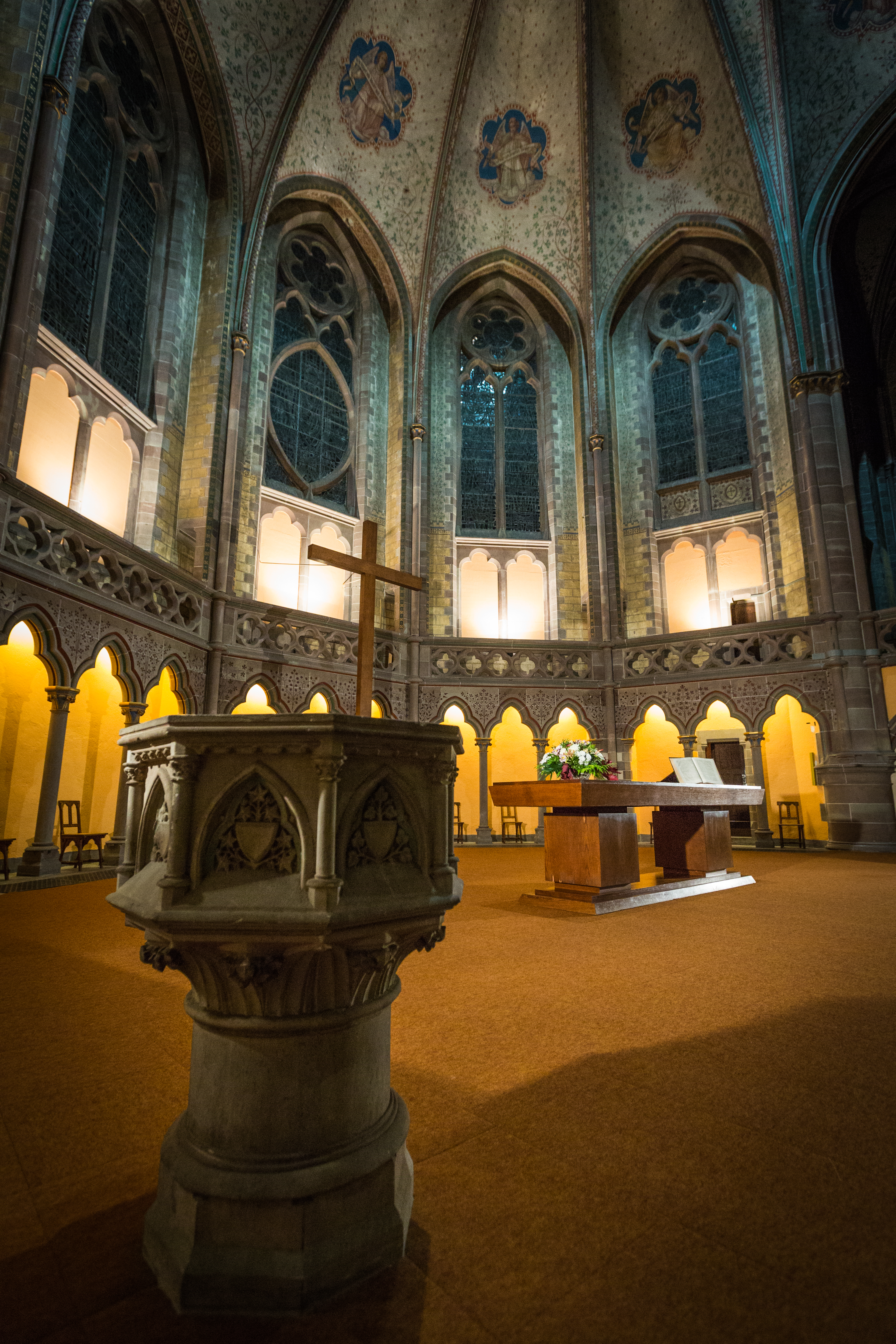
La croce di legno, il fonte battesimale e il tavolo per la Santa Cena
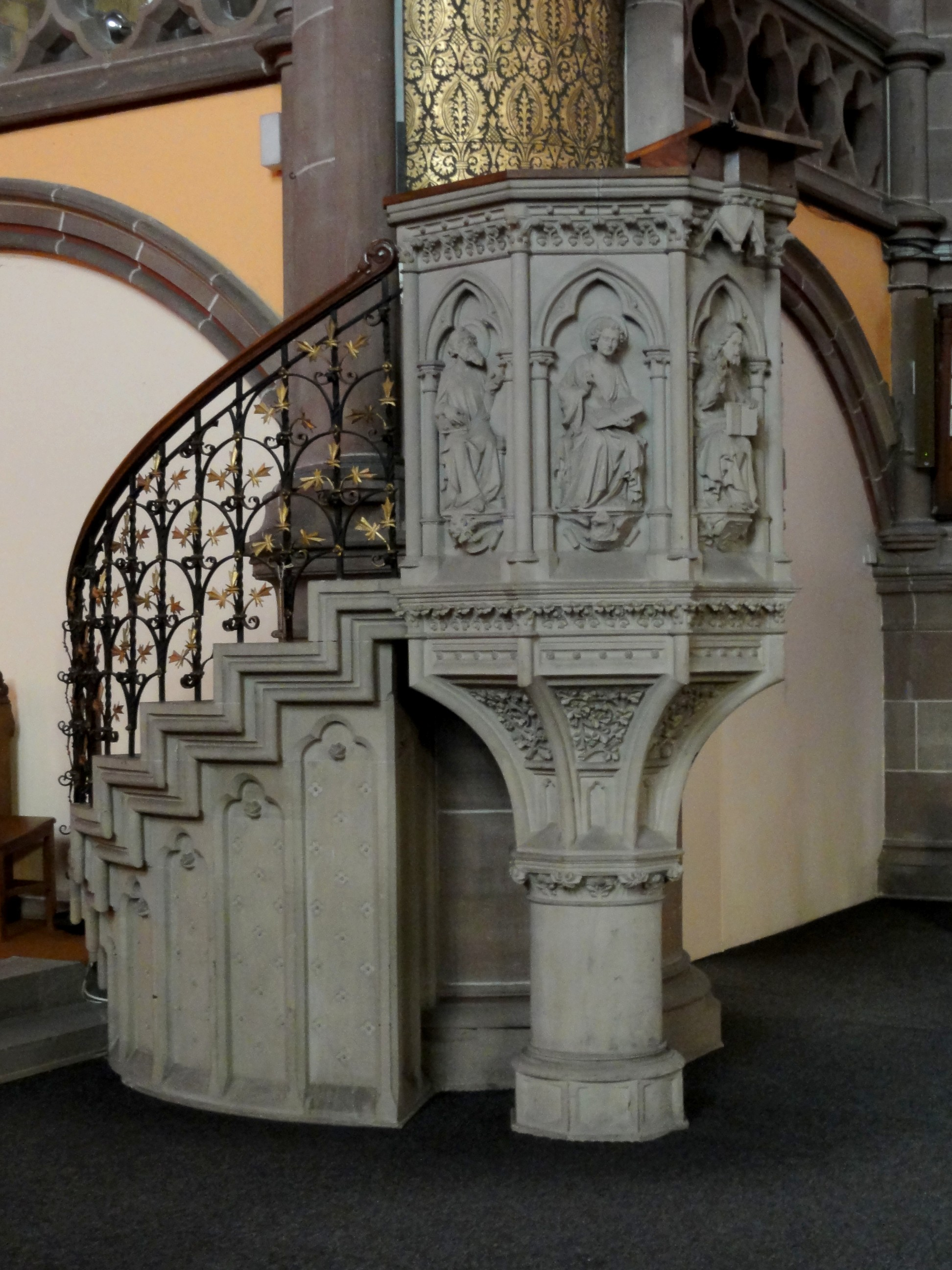
Il pulpito
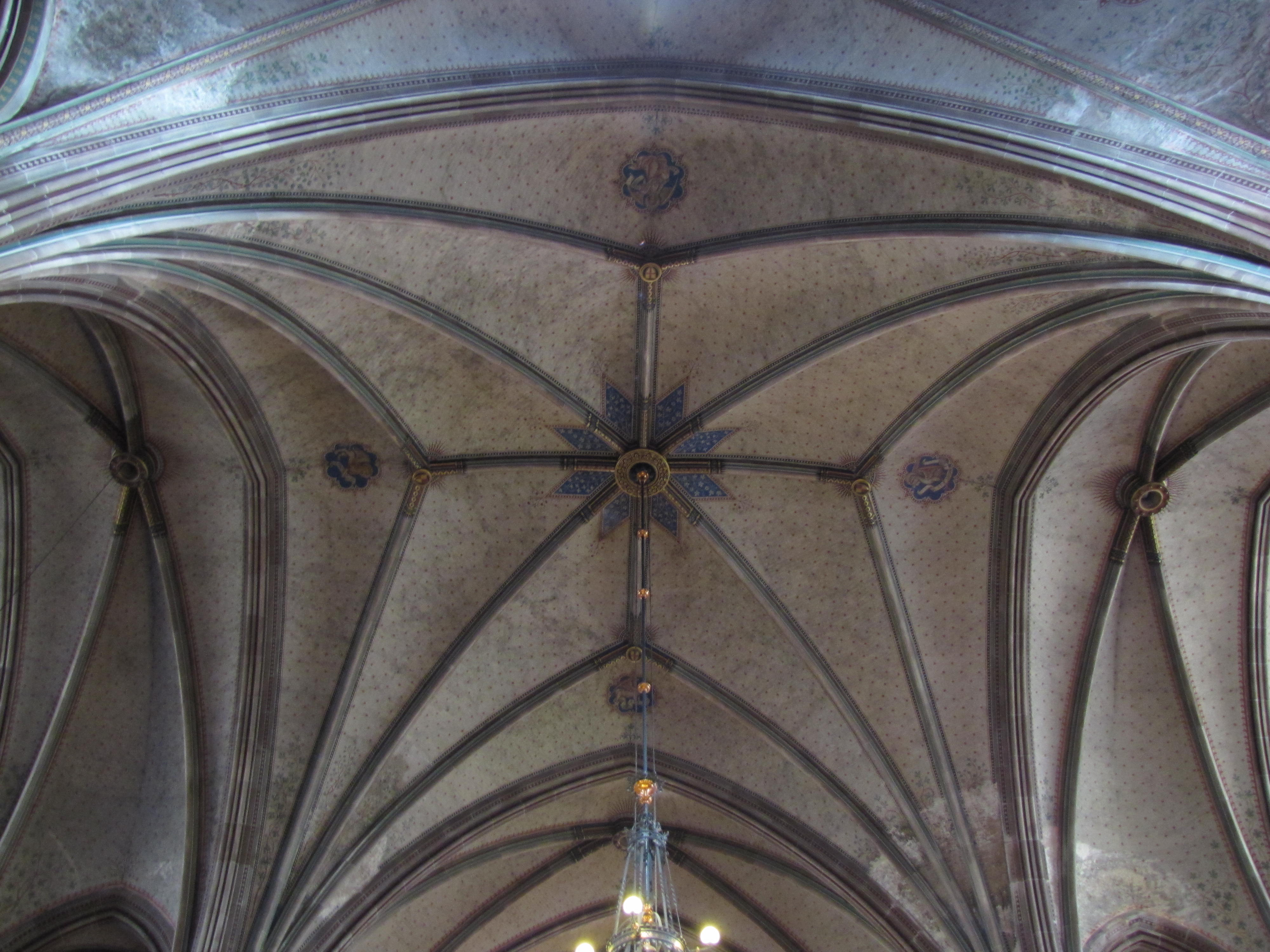
Volte a crociera
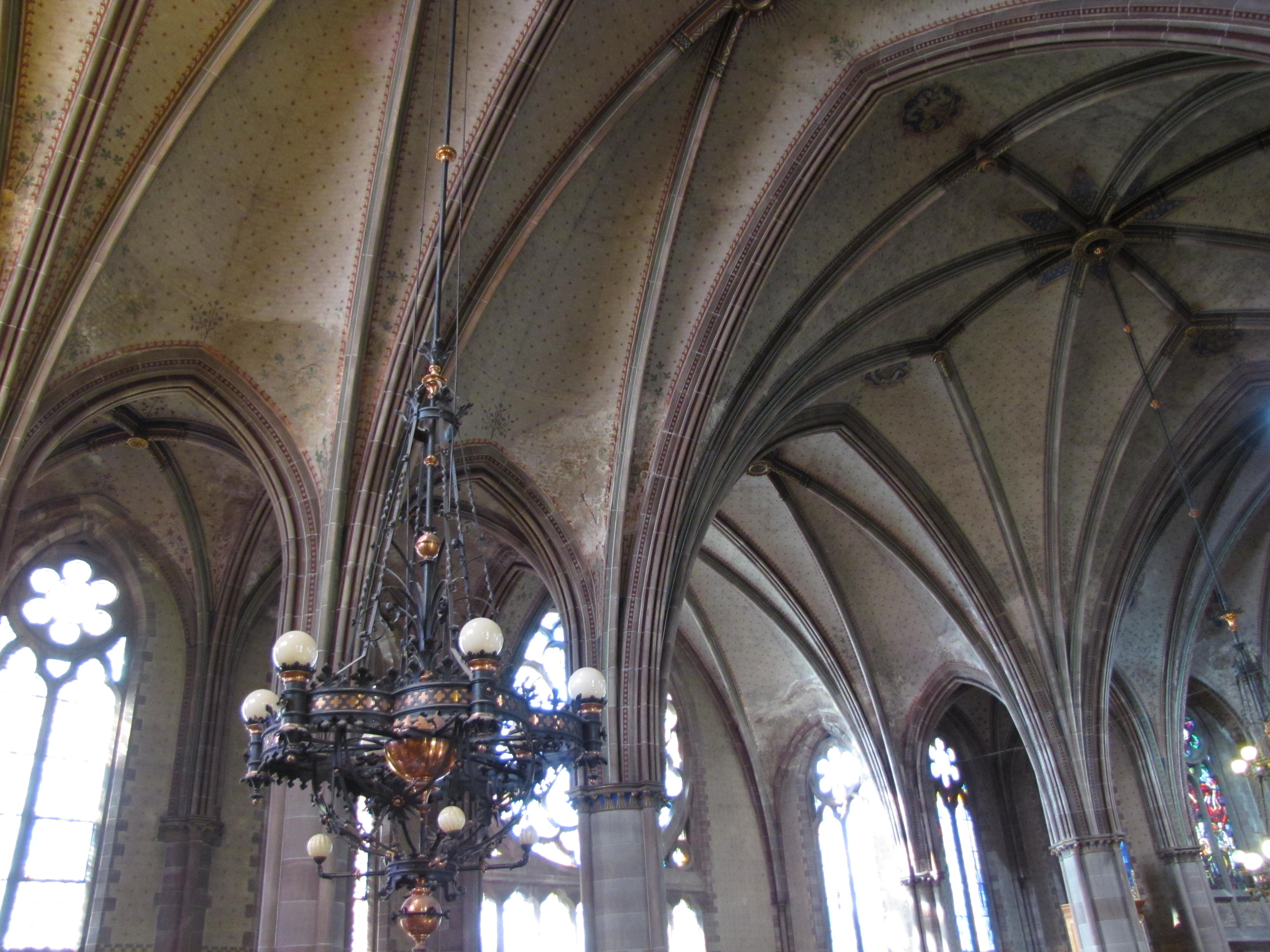
Lampadari della fine dell'Ottocento
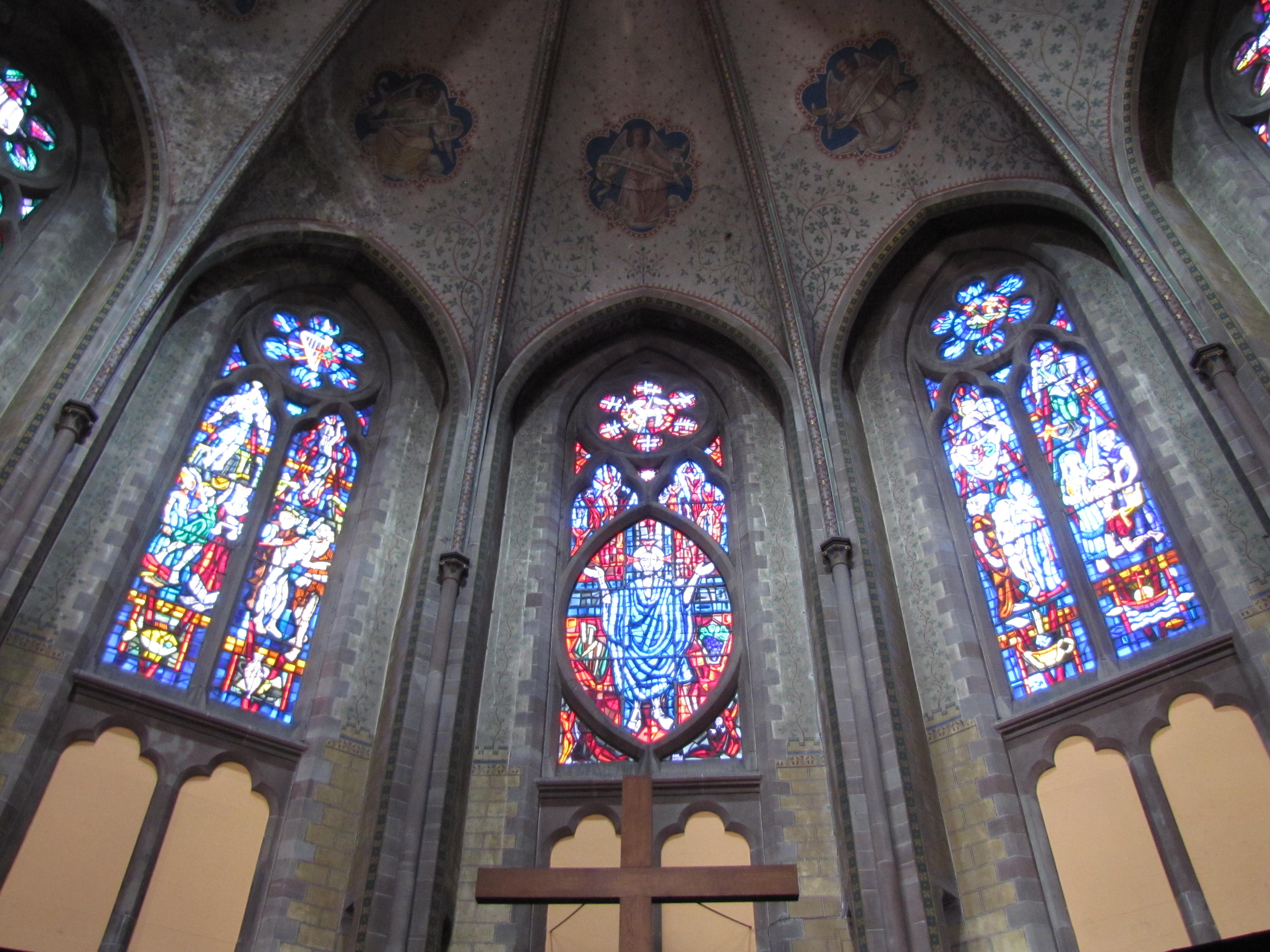
Vetrate dell'abside (XX secolo)
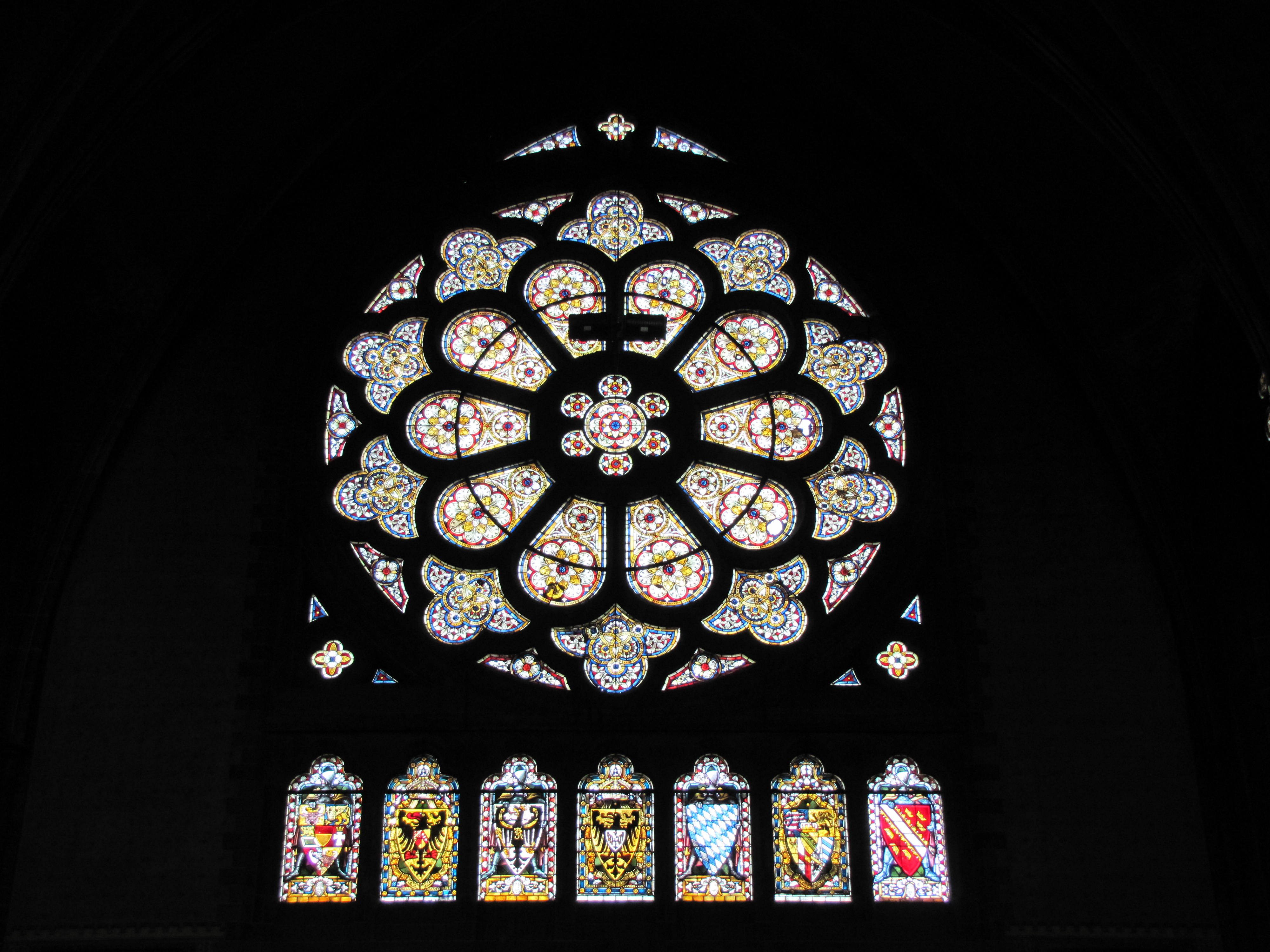
Il rosone dall'interno, con gli armoriali dell'Impero tedesco (XIX secolo)
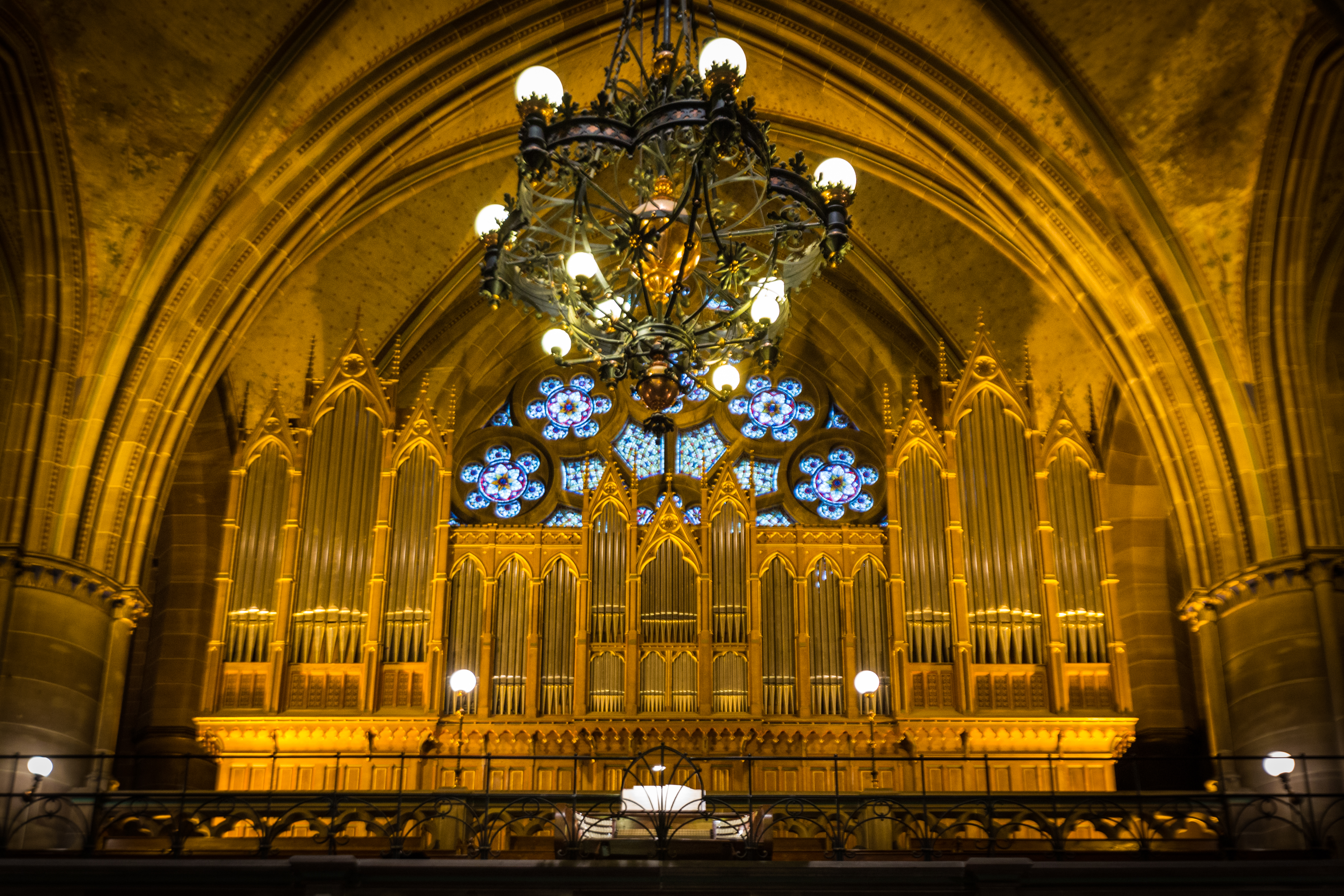
Il grande organo Walcker sulla tribuna
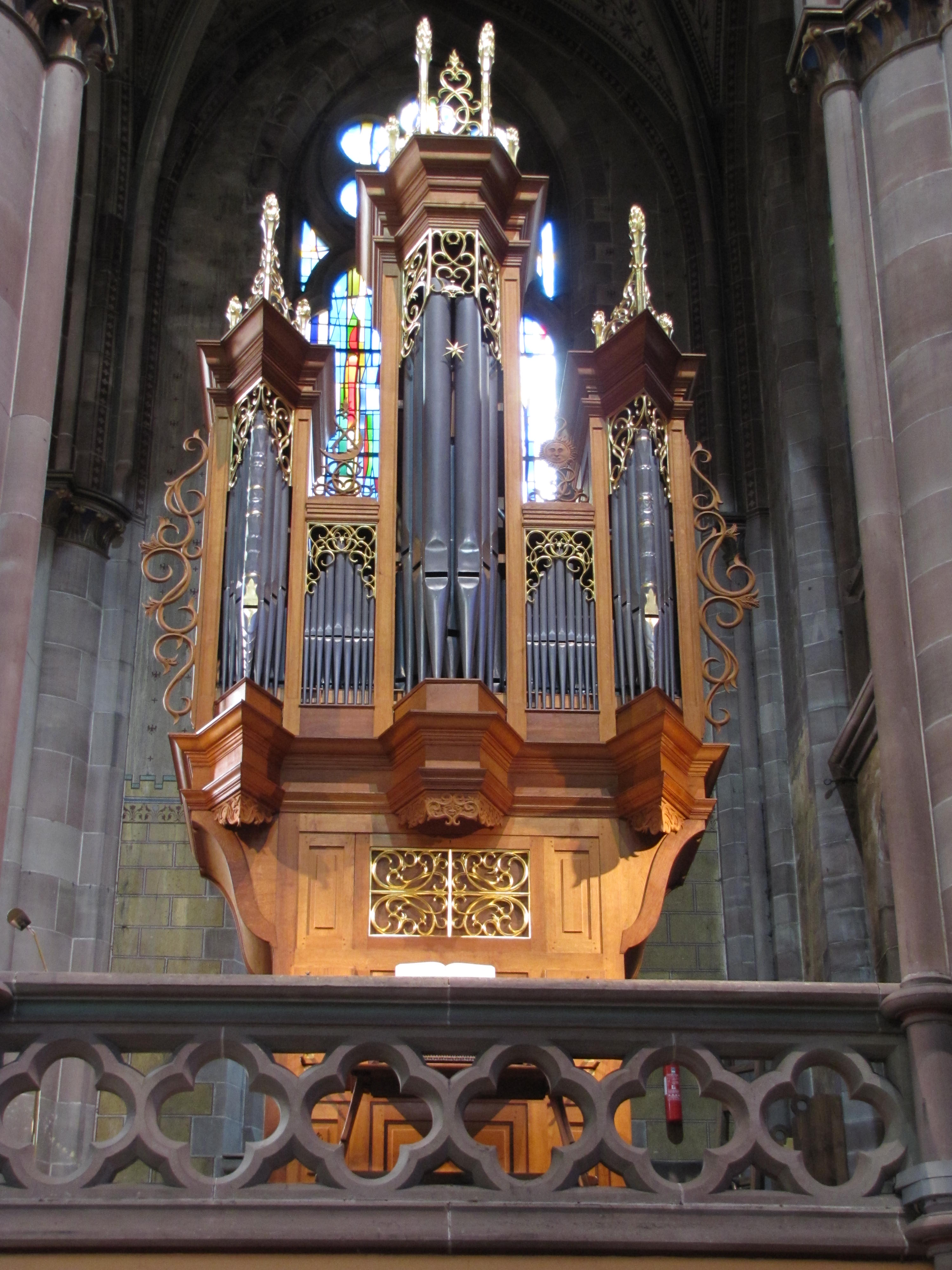
L'organo per il canto nel transetto
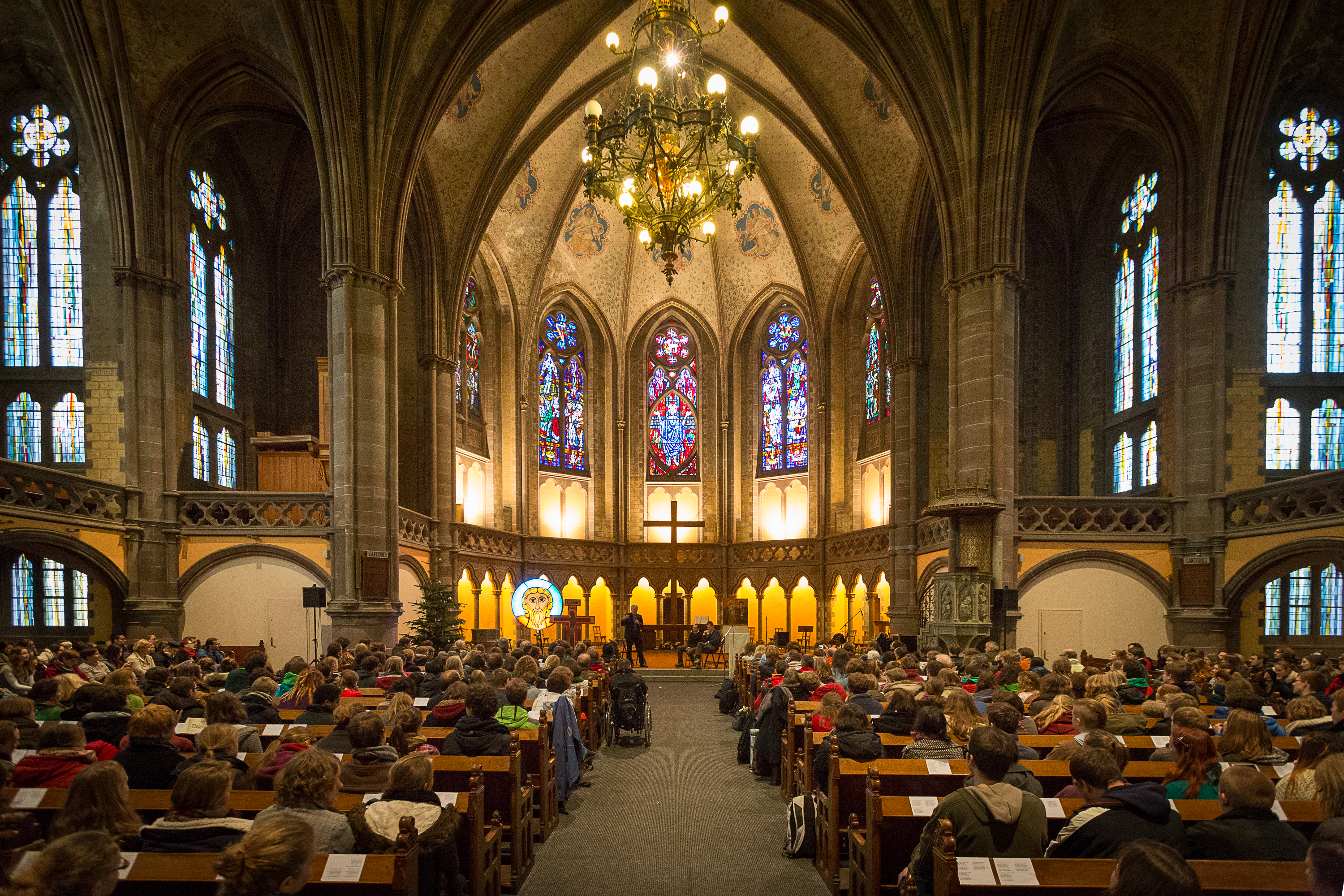
L'interno del tempio ad un meeting di preghiera per giovani
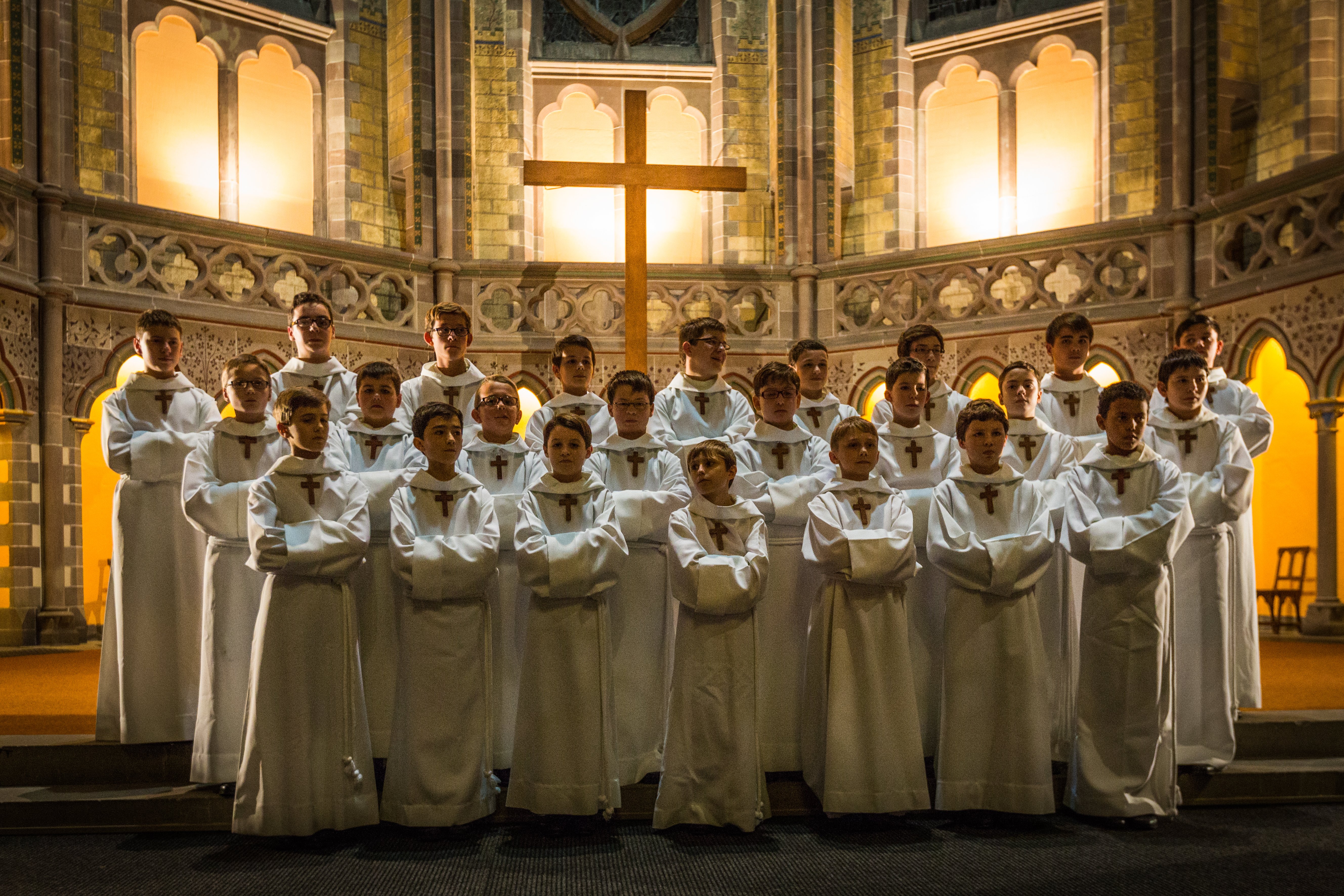
Il coro dei bambini